# گایووکا (استان پودلاسکی)
گایووکا (به لهستانی:  Gajówka) یک روستا در لهستان است که در گمینا نوژتس-ستاتسیا واقع شده‌است.